# Sea Monsters: A Prehistoric Adventure (videogioco)
Sea Monsters: A Prehistoric Adventure è un videogioco ispirato al film Sea Monsters: A Prehistoric Adventure, sviluppato da Destination Software Inc. per Nintendo Wii, PlayStation 2 e Nintendo DS. Il gioco consiste nell'utilizzo di differenti mostri marini vissuti oltre ottanta milioni di anni fa negli oceani.
Il successo del videogioco fu alquanto scarso, a differenza del film.

## Trama
Ambientato in una profonda baia di un non precisato oceano milioni di anni fa, tempo in cui la terra era abitata dai Dinosauri, il pericolo stava sempre dietro l'angolo, e tutte aree del pianeta potevano farsi sempre più pericolose col passare del tempo. Il compito del giocatore è di trovare tutti i fossili per scoprire i segreti dei suoi abitanti e  trovare una creatura per fuggire da quelle acque, utilizzando varie creature che possiedono ognuna differenti abilità per superare ostacoli e affrontare altri mostri marini. 

## Modalità di gioco
Raccogliendo fossili situati all'interno o fuori dall'acqua si potranno sbloccare nuove creature e leggerne delle informazioni al riguardo.
Alla fine, dopo aver trovato le ossa di uno Pteranodonte (spesso è possibile vedere uno che vola quando si esce dall'acqua), viene mostrato il noto rettile preistorico uscire dall'acqua e volare via, abbandonando finalmente il pericoloso oceano.

## Creature

### Utilizzabili
| Nome creatura    | Abilità                           |
| ---------------- | --------------------------------- |
| Thalassomedon    | resistenza al nuoto elevata       |
| Henodus          | Scavare                           |
| Tilosauro        | spaccare fratture nelle rocce     |
| Temnodontosaurus | nuotare in profondità             |
| Dolichorhynchops | saltare fuori dall'acqua          |
| Nothosaurus      | uscire fuori dall'acqua e scavare |

### Non utilizzabili
- Cretoxyrhina
- Cronosauro
- Pesci luminosi
- Hesperornis
- Ittiosauro
- Xiphactinus
- Encodus
- Tusoteuthis
- Archelon
- Gillicus
- Medusa
- Pteranodonte (anche se alla fine il giocatore diventa uno Pteranodonte e fugge dalle acque)